# Eyford
Eyford var en civil parish fram till 1935 när den uppgick i civil parish Upper Slaughter, i grevskapet Gloucestershire i England. Civil parish var belägen 5 km från Stow-on-the-Wold och hade 54 invånare år 1931. Byn nämndes i Domedagsboken (Domesday Book) år 1086, och kallades då Aiforde.